# Sclérure des ombres
Sclerurus caudacutus
Espèce
Statut de conservation UICN

 LC  : Préoccupation mineure
Le Sclérure des ombres (Sclerurus caudacutus) est une espèce de passereaux de la famille des Furnariidae.
Cet oiseau peuple l'Amazonie et la forêt atlantique.